# Tanytarsus reissi
Tanytarsus reissi är en tvåvingeart som beskrevs av Analia C.Paggi 1992. Tanytarsus reissi ingår i släktet Tanytarsus och familjen fjädermyggor. Inga underarter finns listade i Catalogue of Life.